# Клиника Кнаппшафт Дортмунд
Клиника Кнаппшафт Дортмунд (нем. Knappschaftskrankenhaus Dortmund) — одна из крупнейших клиник Дортмунда. Расположена в районе Бракель. Обладая вместительностью в 463 койко-места, клиника ежегодно обслуживает 60 тысяч амбулаторных и 19 тысяч стационарных пациентов. Является академической клиникой для Рурского Университета в г. Бохум.

## История
Расположенная в Рурской области (нем. Ruhrgebiet) клиника Кнаппшафт была первоначально создана для медицинского обслуживания местных горнорабочих. Планирование строительства больницы относится ещё ко временам Первой мировой войны, когда в 1913 году Союз горняков принимает решение о начале строительства десяти больниц с общей вместимостью в 300 человек, одна из которых должна была располагаться в Дортмунде. Но Первая мировая война, как, впоследствии, и Вторая помешали реализации проекта. И лишь в 1949 году, когда Страховая касса Союза горняков (нем. Knappschaft Krankenkasse) запускает капитальное строительство больницы в части Дортмунда — Бракель, идея была возобновлена. В начале 1955 года была готова первая постройка, и уже 11 июля 1958 года клиника была открыта.
1 апреля 2010 г. Клиника Кнаппшафт Дортмунд объединилась с Клиникой у Парка в Люнен-Брамбауер в союз Клиникум Вестфален. 1 января 2013 г. к союзу присоединилась клиника Гельмиг (нем. Hellmig-Krankenhaus Kamen) в городе Камен.

## Медицинское обслуживание
Медицинское обслуживание Клиники Кнаппшафт Дортмунд осуществляется в 13 специализированных отделениях и 10 центрах. Среди них:
- Анестезиология и Реаниматология
- Хирургия
- Гинекология и родовспоможение
- Медицинская клиника I — гастроэнтерология, эндоскопия, диабетология
- Медицинская клиника II — пульмонология, интенсивная медицина и сомнология
- Медицинская клиника III — кардиология
- Неврология
- Ортопедия
- Рентгено-радиологическая диагностика
- Радиоонкология и лучевая терапия
- Торакальная (грудная) хирургия
- Урология и детская урология[3]

## Сертификация
Наряду с обязательной для всех клиник в Германии KTQ-сертификацией, академический центр Дортмунд проходит добровольные сертификации для подтверждения качества медицинского обслуживания. В клинике сертифицированы:
- Центр рака кишечника (четвертый центр в Германии, сертифицированный в соответствии с требованиями немецкого онкологического общества)
- Центр рака предстательной железы (восьмой центр в Германии, сертифицированный в соответствии с требованиями немецкого онкологического общества)[4]
- Центр рака груди (сертифицикация в соответствии со стандартами немецкого онкологического общества в июле 2009 года)
- Центр рака легких (сертификация в соответствиями со стандартами немецкого онкологического общества в июле 2010 года)
- Центр диабета Дортмунд-Ост (сертификация «Кооперацией прозрачности и качества в здравоохранении»[5])
- Центр эндопротезирования (сертификация первой в мире системой сертификации в эндопротетике «endoCERT»[6])